# Андель
Анде́ль (фр. Andel, брет. Andel, галло Andèu) — коммуна во Франции, находится в регионе Бретань. Департамент — Кот-д’Армор. Входит в состав кантона Ламбаль. Округ коммуны — Сен-Бриё.
Код INSEE коммуны — 22002.

## География
Коммуна расположена приблизительно в 370 км к западу от Парижа, в 80 км северо-западнее Ренна, в 15 км к востоку от Сен-Бриё.
Река Гуэссан образует западную границу коммуны.

## Население
Население коммуны на 2016 год составляло 1 114 человек.
| 1962 | 1968 | 1975 | 1982 | 1990 | 1999 | 2008 | 2016 |
| ---- | ---- | ---- | ---- | ---- | ---- | ---- | ---- |
| 505  | 517  | 565  | 717  | 727  | 900  | 1055 | 1114 |

## Администрация
| Период | Период | Фамилия           | Партия                         | Примечания |
| ------ | ------ | ----------------- | ------------------------------ | ---------- |
| 1965   | 2008   | Себастьен Куэпель | Союз за французскую демократию |            |
| 2008   | 2014   | Даниель Доне      | Разные правые                  | пенсионер  |
| 2014   |        | Николь Пулен      | Разные правые                  | служащая   |

## Экономика

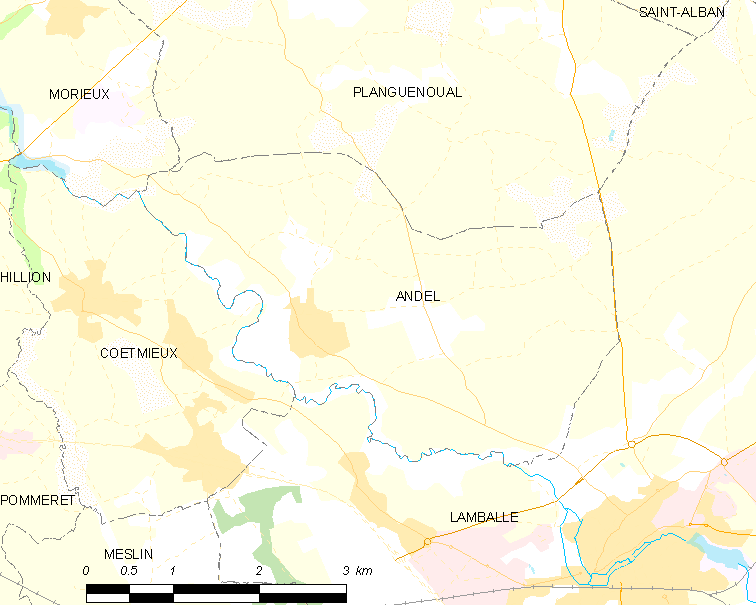
Карта коммуны

В 2007 году среди 677 человек в трудоспособном возрасте (15—64 лет) 529 были экономически активными, 148 — неактивными (показатель активности — 78,1 %, в 1999 году было 76,3 %). Из 529 активных работали 508 человек (266 мужчин и 242 женщины), безработных было 21 (11 мужчин и 10 женщин). Среди 148 неактивных 60 человек были учениками или студентами, 63 — пенсионерами, 25 были неактивными по другим причинам.